# Pristotis cyanostigma
Pristotis cyanostigma es una especie de peces de la familia Pomacentridae en el orden de los Perciformes.

## Morfología
Los machos pueden llegar alcanzar los 11 cm de longitud total.

## Distribución geográfica
Se encuentra en el mar Rojo y el golfo de Adén.